# Les Trois Grâces (Canova)

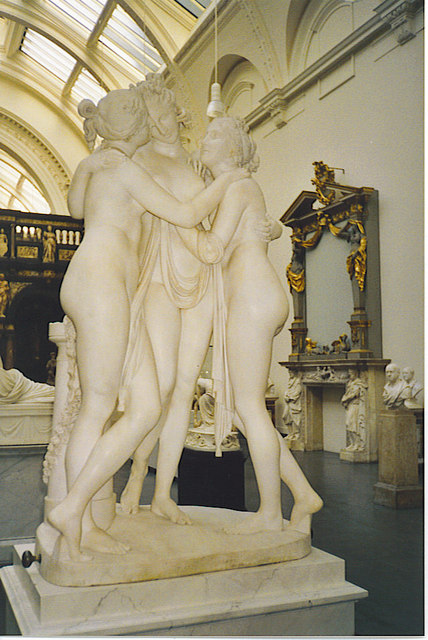
Les Trois Grâces dans la « version du duc de Bedford », Victoria and Albert Museum.

La statue des Trois Grâces d'Antonio Canova est une sculpture néoclassique, en marbre, des trois Charites de la mythologie, filles de Zeus – identifiées sur certaines gravures de la statue comme, de gauche à droite, Euphrosine, Aglaée et Thalie, incarnant respectivement la joie, le charme et la beauté. Les Grâces présidaient les banquets et les réunions. Comme telles, elles ont été représentées par des artistes tels que Sandro Botticelli et Bertel Thorvaldsen.
Une première version de la sculpture, dite « de l’impératrice », est conservée au musée de l'Ermitage ; une seconde version, dite « du duc de Bedford », est la propriété conjointe du Victoria and Albert Museum et de la Galerie nationale d'Écosse où elle est alternativement exposée.

## Les versions de l'œuvre

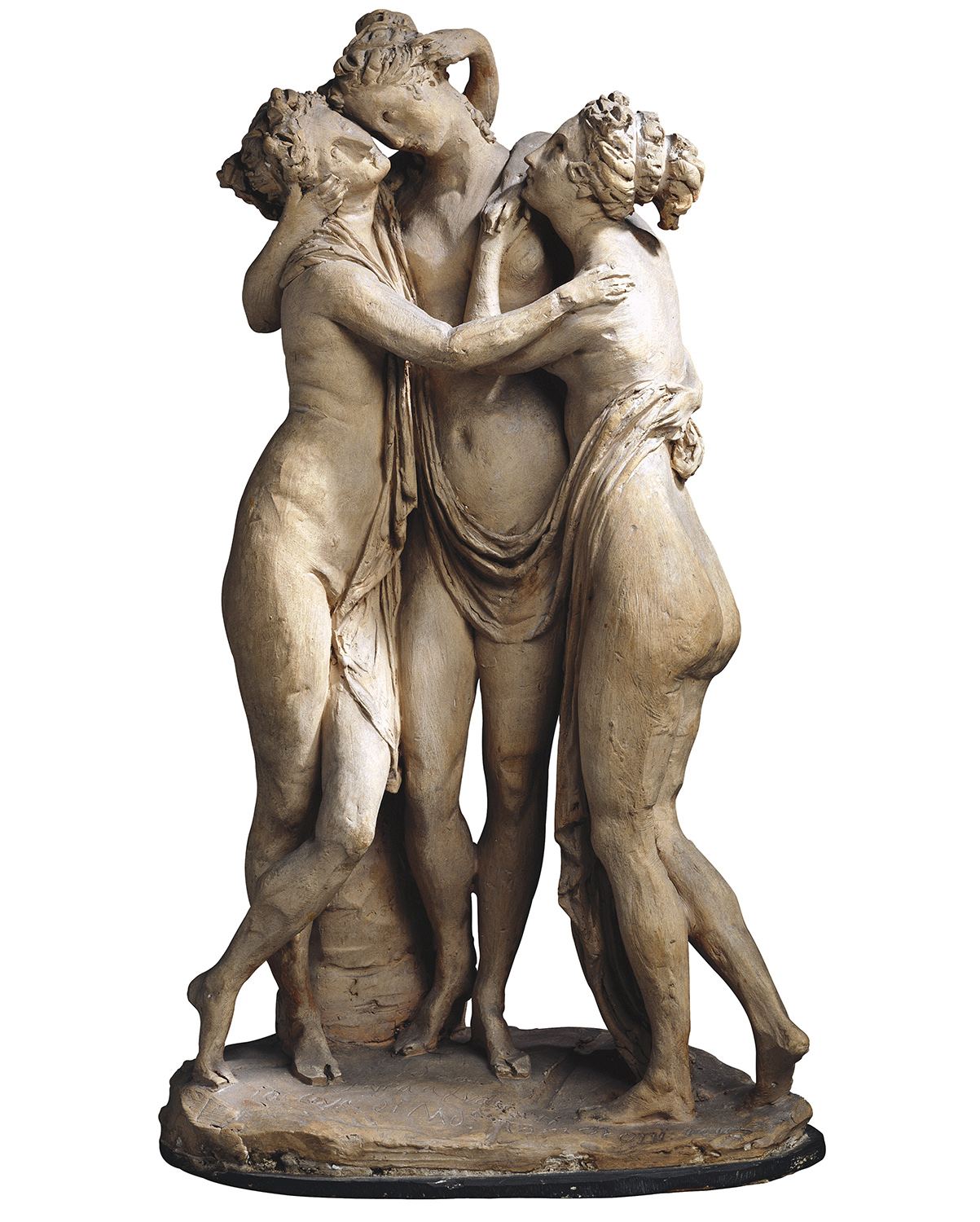
L'esquisse en terre cuite de 1810 du musée des Beaux-Arts de Lyon,.

En 1810, Canova réalise dans la maison de Thérèse County Tambroni à Frascati une esquisse en terre cuite qu'il offre, probablement en 1813, à Juliette Récamier qui la lègue en 1849 au musée des Beaux-Arts de Lyon, où elle est conservée et exposée depuis.
En juin 1812, Joséphine de Beauharnais lui commande une œuvre sur ce sujet.
John Russell, le 6e duc de Bedford, lors d'une visite de l'atelier de Canova à Rome en 1814, est extrêmement impressionné par la sculpture des Grâces que Canova fait pour Joséphine. Quand l'impératrice meurt au mois de mai de la même année, il offre d'acheter la pièce finie, mais sans succès car Eugène de Beauharnais, le fils de Joséphine, la réclame. Maximilien de Leuchtenberg, le fils d’Eugène qui s'est installé à partir de 1839 en Russie, la fait ultérieurement transporter à Saint-Pétersbourg où elle se trouve toujours : elle est maintenant exposée au musée de l'Ermitage.
Loin de se décourager, le duc de Bedford en commande une autre version pour lui-même. Le travail sur la seconde sculpture commence en 1814 et s'achève en 1817. En 1819, on l’installe dans la résidence du duc à l'abbaye de Woburn. Canova est lui-même en Angleterre pour superviser cette installation : il choisit un piédestal réalisé à partir d'un socle de marbre avec sommet rotatif. Cette œuvre est maintenant détenue conjointement par le Victoria and Albert Museum et la Galerie nationale d'Écosse, où la sculpture est exposée alternativement.
La première version, celle de l'Ermitage, est sculptée en marbre veiné et dispose d’une colonne carrée derrière le personnage de gauche (Euphrosine). La « version du duc de Bedford » est sculptée en marbre blanc, dispose d’une colonne ronde, et la figure centrale (Aglaée) est légèrement plus large à la taille.
La « version du duc de Bedford » s'est appuyée sur les représentations des Grâces que Canova avait déjà réalisées, dont une peinture de 1799, d'autres dessins et un bas-relief des Grâces qu'il a exécuté à la même époque. Mais il est probable que sa version de l'Ermitage et plus tard celle du duc s'inspirent principalement des premiers dessins et d'une esquisse en terre cuite. Nous savons que son modèle est en premier lieu un groupe en plâtre grandeur nature du groupe qui est maintenant conservé au musée Canova (it) à Possagno. Dans la version du duc de Bedford, les Grâces s'appuient sur un pilier, bien que dans les versions antérieures ce détail soit absent.

## Technique artistique
La pièce est sculptée dans un seul bloc de marbre blanc. Les assistants de Canova ont dégrossi le marbre, laissant Canova effectuer la touche finale et former la pierre pour mettre en valeur la douce peau des Grâces. C'était une marque de l'artiste, et l'œuvre montre une forte allégeance au mouvement néo-classique dans la sculpture, dont Canova est le meilleur représentant.
Les trois déesses sont montrées nues, se serrant les unes les autres, leurs têtes se touchant presque, d'une façon telle que certains l'ont considérée comme une œuvre empreinte d'érotisme. Elles se tiennent debout, se penchant légèrement vers l'intérieur – peut-être discutant, ou simplement appréciant leur proximité. Leurs styles de coiffures sont similaires, tressées et retenues au sommet de leur tête en un nœud.

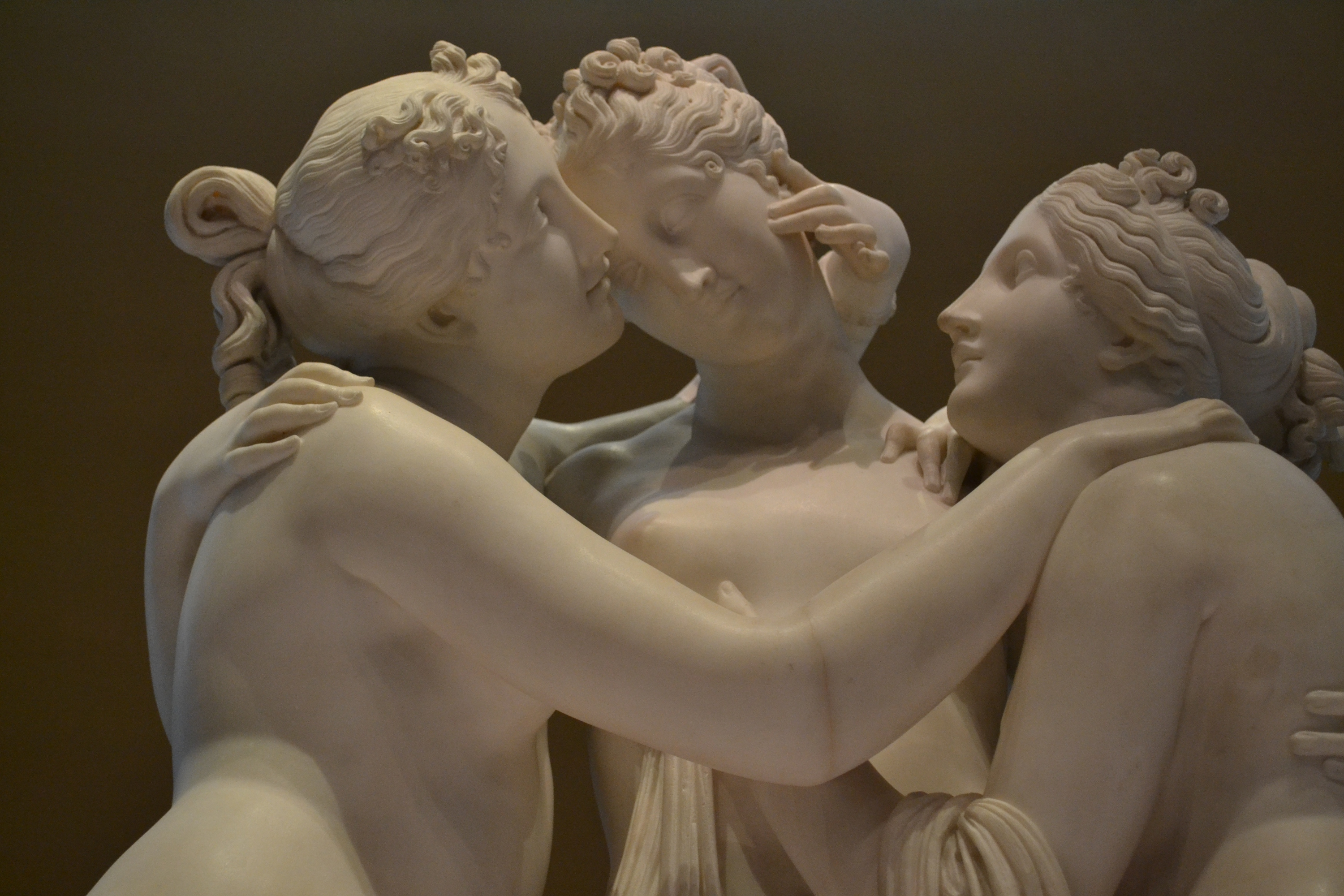
Détail des Trois Grâces au Victoria and Albert Museum.

Le style est élégant et suggère le raffinement, une délicate beauté qui est monnaie courante dans la sculpture de Canova. Les historiens de l'art ont souvent évoqué l'équilibre paisible qui semble exister entre les trois têtes. Contrairement aux compositions des Grâces réalisées dans l’Antiquité, où les personnages latéraux se tournent vers le spectateur tandis que le personnage central enlace ses amies en tournant le dos au spectateur, chez Canova les personnages se tiennent côte à côte, se faisant mutuellement face.
Les trois figures féminines deviennent unes dans leur étreinte, unies par leurs mains et par une étoffe qui les relie. L'unité des Grâces est l'un des thèmes principaux de l'œuvre. Dans la « version de l'impératrice Joséphine », les Grâces sont sur un autel orné de trois couronnes de fleurs et d'une guirlande symbolisant leurs liens étroits.

## Le néo-classicisme et le baroque
L'œuvre de Canova a interrogé la conception baroque de la beauté opulente : il représente les Grâces en sveltes jeunes femmes.
Ce n'est pas le seul écart du travail de Canova du travail par rapport à l'époque baroque. Par exemple, les œuvres baroques du sculpteur italien Le Bernin représentent un court moment dans le temps, un instantané. Son œuvre de 1644, L'Extase de sainte Thérèse, montre le moment où le Saint-Esprit transperce le cœur de Thérèse, la laissant en extase de la présence divine. C'est une scène poignante capturée par Le Bernin à l'instant de sa plus grande intensité.
Le travail de Canova, lui, est différent. Ses œuvres ne semblent pas posséder un sens réel du temps, elles existent simplement à un moment du passé, presque un souvenir fantomatique de scènes mythologiques, ou de personnes mortes depuis longtemps. Dans le cas des Trois Grâces, il invite le spectateur à faire ce qu'il veut de la scène qu'il présente théâtralement. C'est typique du mouvement néo-classique. À de nombreux égards, cette œuvre a été considérée comme un écart mais elle est maintenant admise par beaucoup comme étant un modèle de la beauté.